# Saint-Ange (romancière)
Pour les articles homonymes, voir Saint-Ange.
Saint-Ange (nom de plume de Georgette Rousseau épouse Moreau) est une auteure française de romans sentimentaux, née le 7 juin 1898 à La Ferté Macé, dans l'Orne et morte le 28 décembre 1991 à La Celle-Saint-Cloud (Yvelines). Parus principalement aux éditions Tallandier, ses romans lui permettent d'obtenir le prix du Roman populaire en 1936 pour Des ailes, comme l'amour (ex aequo avec Albert Dubeux) et le prix Montyon de l'Académie française en 1942 pour Cinderella. Elle écrit également d'autres romans sentimentaux sous le pseudonyme de Georges (ou George) Delrac.

## Biographie
Née en 1898 à La Ferté Macé, dans l'Orne, Georgette Rousseau épouse, en février 1920, Maurice Moreau (1898-1982), romancier sous le nom de Maurice Venoise, dont elle a deux enfants (une fille et un garçon),,. Dans un premier temps, elle utilise un nom de plume masculin, « Georges Delrac » (ou George), pour se lancer dans une carrière littéraire puis elle l'abandonne pour le pseudonyme de « Saint-Ange »,, inspiré en partie du nom de famille de sa mère. Son genre de prédilection est le roman sentimental et ses histoires peuvent se dérouler en Chine ou en Martinique comme n'importe quelle région de France.

## Œuvre

### Sous le pseudonyme de Saint-Ange
- Des ailes, comme l'amour, 1937
- L'amazone noire, 1938
- La rose de minuit, 1938
- La double méprise, 1939
- Les Fées de la Fontaine d'Eure, 1939
- Le Cygne de Kermor, 1940
- Cinderella, 1942
- Le démon du matin, 1943
- France, 1943
- Après le conte bleu - Le Fil d'or T1, 1944
- Assunta, 1946
- La chambre des enfants - Le Fil d'or T2, 1946
- Le songe d'une nuit d'hiver, 1947
- Feux de paille, 1948
- Les Deux sortilèges, 1949
- La Source au trésor, 1950
- L'aventure andalouse, 1955
- Les Fiancés du prieuré, 1955
- Le cœur et la clef, 1957
- Le Carrosse du roi, 1958
- Au péril de l'amour, 1959
- Le bonheur se gagne, 1960
- L'Épreuve du feu, 1961
- La Colombe et l'oiseleur, 1962
- Le Cap des tempêtes, 1963
- Caprice à quatre voix, 1963
- Follement et toujours, 1964
- Les offrandes du soir, 1965
- Le Rendez-vous clandestin, 1966
- A Madère, une nuit..., 1967
- L'archer du crépuscule, 1968
- Les Ombres du passé, 1969
- Les cavaliers de mai, 1969
- La sonate pathétique, 1969
- Stella et le mauvais garçon, 1970
- La Part du rêve, 1971
- L'Amour humilié, 1973
- Trop séduisante Monica, 1973
- Le Seuil interdit, 1974
- Le Feu sous les fleurs, 1974
- Les Amoureux du Pont-Marie, 1975
- S'il revenait un jour, 1976
- Romances d'été, 1976
- Romance italienne, 1979
- Une Nuit entre les nuits, 1980

### Sous le pseudonyme de Georges/George Delrac
- Les Épines de l'amour, 1925
- Le Vertige des baisers, 1925
- Le musicien d'amour, 1926
- Trahi par l'adorée, 1927
- Inès, fleur créole, 1927
- Le Moulin des cœurs broyés, 1927
- José, enfant des Baléares, 1928
- Sous l'œil du fakir, 1928
- Trahi peut-être ?, 1929
- Âmes brisées, 1929
- Pour son sourire, 1930
- Trop tard ! Elle aimait l'autre, 1931
- L'Amour vainquit la haine, 1931
- Les fiancés du prieuré, 1932
- Tendresses lointaines, 1932
- Un cœur à la dérive, 1933
- Amour créole, 1933
- Pension Mimosas, 1935
- Flamand rose, 1935
- La Mésange blessée, 1937